# Wielersport op de Olympische Zomerspelen 2012 – Keirin vrouwen
Tijdens de Olympische Zomerspelen 2012 in Londen vond het wieleronderdeel keirin voor vrouwen plaats op 3 augustus 2012 in het London Velopark.

## Uitslagen

### Eerste ronde
| Rang | Naam               | Land | Opmerking |
| ---- | ------------------ | ---- | --------- |
| 1    | Kristina Vogel     | GER  | Q         |
| 2    | Ekaterina Gnidenko | RUS  | Q         |
| 3    | Lisandra Guerra    | CUB  | R         |
| 4    | Juliana Gaviria    | COL  | R         |
| 5    | Monique Sullivan   | CAN  | R         |
| 6    | Clara Sanchez      | FRA  | R         |

| Rang | Naam               | Land | Opmerking |
| ---- | ------------------ | ---- | --------- |
| 1    | Victoria Pendleton | GBR  | Q         |
| 2    | Anna Meares        | AUS  | Q         |
| 3    | Natasha Hansen     | NZL  | R         |
| 4    | Fatehah Mustapa    | MAL  | R         |
| 5    | Lyubov Shulika     | UKR  | R         |
| 6    | Willy Kanis        | NED  | R         |

| Rang | Naam               | Land | Opmerking |
| ---- | ------------------ | ---- | --------- |
| 1    | Shuang Guo         | CHN  | Q         |
| 2    | Simona Krupeckaite | LTU  | Q         |
| 3    | Grelui Larreal     | VEN  | R         |
| 4    | Wai Sze Lee        | HKG  | R         |
| 5    | Hyejin Lee         | KOR  | R         |
| 6    | Olga Panarina      | BLR  | R         |

### Herkansingen
| Rang | Naam             | Land | Opmerking |
| ---- | ---------------- | ---- | --------- |
| 1    | Wai Sze Lee      | HKG  | Q         |
| 2    | Willy Kanis      | NED  | Q         |
| 3    | Monique Sullivan | CAN  | Q         |
| 4    | Lisandra Guerra  | CUB  |           |
| 5    | Olga Panarina    | BLR  |           |
| 6    | Juliana Gaviria  | COL  |           |

| Rang | Naam            | Land | Opmerking |
| ---- | --------------- | ---- | --------- |
| 1    | Clara Sanchez   | FRA  | Q         |
| 2    | Natasha Hansen  | NZL  | Q         |
| 3    | Grelui Larreal  | VEN  | Q         |
| 4    | Lyubov Shulika  | UKR  |           |
| 5    | Fatehah Mustapa | MAL  |           |
| 6    | Hyejin Lee      | KOR  |           |

### Tweede ronde
| Rang | Naam               | Land | Opmerking |
| ---- | ------------------ | ---- | --------- |
| 1    | Anna Meares        | AUS  | Q         |
| 2    | Monique Sullivan   | CAN  | Q         |
| 3    | Wai Sze Lee        | HKG  | Q         |
| 4    | Willy Kanis        | NED  |           |
| 5    | Simona Krupeckaite | LTU  |           |
| 6    | Kristina Vogel     | GER  |           |

| Rang | Naam               | Land | Opmerking |
| ---- | ------------------ | ---- | --------- |
| 1    | Victoria Pendleton | GBR  | Q         |
| 2    | Clara Sanchez      | FRA  | Q         |
| 3    | Shuang Guo         | CHN  | Q         |
| 4    | Ekaterina Gnidenko | RUS  |           |
| 5    | Natasha Hansen     | NZL  |           |
| 6    | Grelui Larreal     | VEN  |           |

### Finale
| Rang   | Naam               | Land | Opmerking |
| ------ | ------------------ | ---- | --------- |
| Goud   | Victoria Pendleton | GBR  |           |
| Zilver | Shuang Guo         | CHN  |           |
| Brons  | Wai Sze Lee        | HKG  |           |
| 4      | Clara Sanchez      | FRA  |           |
| 5      | Anna Meares        | AUS  |           |
| 6      | Monique Sullivan   | CAN  |           |

2012: Victoria Pendleton · 
2016: Elis Ligtlee · 
2020: Shanne Braspennincx · 
2024: Ellesse Andrews